# Kinosternon dunni
Kinosternon dunni là một loài rùa trong họ Kinosternidae. Loài này được Schmidt mô tả khoa học đầu tiên năm 1947.